# Косьянова, Надежда Иосифовна
Надежда Иосифовна Косьянова  (1924 — 1999) — советский передовик производства в сельском хозяйстве. Герой Социалистического Труда (1982).

## Биография
Родилась 21 октября 1924 года в селе Ялонец, Киевской области Украинской ССР в крестьянской семье.
В 1933 году семья Н. И. Косьяновой переехала в совхоз «Культура» Трубетчинский район Воронежской области (позже переименованный в Лебедянский район Липецкой области)
С детства Н. И. Косьянова помогала родителям на свинотоварной ферме. Во время Великой Отечественной войны работала —трактористкой.
С 1945 года после войны перешла на свиноферму. За десять лет работы Н. И. Косьянова вырастила свыше пяти тысяч поросят. Себестоимость одного центнера привеса молодняка в ее группе составляла 195 рублей при плановой 223. «За отличие в труде» Н. И. Косьянова была награждена — дважды орденами Трудового Красного Знамени и Орденом Октябрьской революции.
8 апреля 1971 года Указом Президиума Верховного Совета СССР «за выдающиеся успехи, достигнутые в развитии сельскохозяйственного производства, и сверхплановую продажу государству продуктов животноводства» Надежда Иосифовна Косьянова была удостоена звания Героя Социалистического Труда с вручением Ордена Ленина и золотой медали «Серп и Молот».
В 1980 году Н. И. Косьянова вышла на пенсию.
Умерла в 1999 году.

## Награды
- Медаль «Серп и Молот» (8.04.1971)
- Орден Ленина (8.04.1971)
- Орден Октябрьской революции
- Два Ордена Трудового Красного Знамени

## Ссылка
- Лебедянцы, удостоенные звания Героя Советского Союза, Герой Социалистического Труда. Официальный сайт Администрации Лебедянского муниципального района Липецкой области. Дата обращения: 14 марта 2020.